# Checkout
A checkout az interneten lebonyolított vásárlások esetén a fizetési vagy más néven megrendelési folyamat, a pénztár elnevezése (valódi boltok esetében angol nyelvterületen a point-of-sale-t nevezik így). Ez egy olyan – egy vagy több lépésből álló – folyamat, melynek során a webáruház a vásárlótól elkér minden olyan adatot, amely a megrendelés teljesítéséhez szükséges. Ilyenkor kell megadni a számlázási és szállítási címeket, és ekkor választ a vásárló a fizetési és szállítási módok közül.
Statisztikák szerint az internetes vásárlások 60-70 százaléka a checkout alatt hiúsul meg, mert a vásárló számára nem egyértelmű dolgokkal találkozik, amelyek bizonytalanságot ébresztenek benne. Ennek megakadályozására való az intelligens checkout.

## Főbb tulajdonságai
A következő részletek szerepelhetnek a folyamatban:
Vizuális megerősítés – a vásárló számára mutatja, hogy hány lépés van még hátra a rendelés feladásáig.
Előzetes regisztráció nélküli checkout – a checkouttal egyúttal regisztrálnak is a vásárlók; nem szükséges azért otthagyniuk a kosarat és visszamenniük, hogy elintézzék a regisztrációt. A két lépés azonos időben elvégezhető.
A checkout folyamat több lépésből is állhat, például:
1. a megrendelő adatainak megadásából,
2. a szállítási cím megadásából,
3. a számlázási cím megadásából,
4. a megrendelt termékek összegzéséből.

A regisztrált felhasználók adatait a rendszer automatikusan kitöltheti.
A megfelelő checkout folyamat növeli a vevőelégedettséget és csökkenti a vevők bizalmatlanságát.